# Jennings (Luizjana)
Jennings – miasto w Stanach Zjednoczonych, w stanie Luizjana, siedziba administracyjna parafii Jefferson Davis.